# 최성진 (음악가)
최성진(崔星鎭, 1914년 ~ ?)은 대한민국의 오르간 연주자이다. 인천에서 태어났으며, 숭실전문학교를 졸업하였다. 
밀너 힐만, 말스베리에게서 음악을 배웠다. 인천음악협회장, 인천고교 음악교사, 국제방송 음악과장직을 지냈다. 그 밖에도 한국교회음악협회 중앙위원과 기독교방송 음악과장, 방송부장을 역임하였다.